# Hellboy - La spada maledetta
Hellboy - La spada maledetta (Hellboy: Sword of Storms) è un film d'animazione del 2006 diretto da Phil Weinstein e Tad Stones.

## Trama
Il film inizia nel mezzo di una missione non specificata che vede Hellboy, Liz Sherman ed Abe Sapien che lottano contro gli zombi Maya, adoratori di pipistrelli guidati da un gigantesco pipistrello zombie. Il gruppo è finalmente in grado di sconfiggere i suoi avversari quando Liz scatena i suoi poteri pirocinetici, anche se non è ancora sicura della sua capacità di controllare i suoi poteri.
Nel frattempo, il professor Sakai, esperto di folklore giapponese, ottiene un antico rotolo che contiene il mito di due potenti e antichi fratelli demoniaci, il Tuono e il Fulmine. Centinaia di anni fa, i fratelli vagavano per la Terra, scatenando le tempeste sulle terre di un signore del Giappone. In cambio di misericordia, il Signore ha promesso di dare loro la sua bellissima figlia. Uno dei samurai del Signore e i guerrieri erano innamorati della figlia e la nascosero in un santuario per proteggerla. Armato della spada delle tempeste, una spada mistica imbevuta di un antico incantesimo per sconfiggere il Tuono e il Fulmine, il guerriero li combatté e gli spiriti vengono intrappolati entrambi nella spada. Sebbene le sue terre e la figlia fossero state salvate, il Signore non fu contento poiché le azioni del guerriero significavano che hanno infranto una promessa al Signore. In un atto di vendetta, il Signore convocò gli dei per trasformare il guerriero in pietra e poi uccise sua figlia nel santuario.
Nell'attuale Giappone, il professor Sakai è posseduto dagli spiriti del Tuono e del Fulmine mentre legge il rotolo. I fratelli demoniaci mandano il professore alla ricerca della spada mistica. Dopo aver attaccato il collezionista di spade che attualmente possiede la spada, l'Istituto per la ricerca e la difesa del paranormale viene allertato, ed Hellboy, Kate Corrigan e un sensitivo di nome Russell Thorne vengono chiamati con una squadra per indagare. Durante l'indagine, Hellboy raccoglie una katana scartata e svanisce in un'altra dimensione che ricorda l'antico Giappone. Hellboy incontra un saggio Kitsune, che gli dice che la spada che tiene è la Spada delle Tempeste e che l'obiettivo del suo viaggio si trova ad ovest. Hellboy viaggia attraverso l'universo alternativo e impara che può solo tornare nel suo mondo spezzando la spada, anche se ciò libererà anche i fratelli demoniaci. Lungo la strada Hellboy incontra diversi mitici Yōkai, inviati dal sempre posseduto Professor Sakai, che cercano di rubargli la spada, tra cui il kappa, un trio di rokurokubi, un gruppo di nukekubi, un Jorōgumo, Gashadokuro, tengu, Yomotsu-shikome e il fantasma irrequieto della figlia del Signore. Hellboy è in grado di superare in astuzia o sconfiggere tutti loro.
Nel frattempo, Abe e Liz vengono chiamati nei siti di terremoti inquietanti e scoprono che il Tuono e il Fulmine stanno evocando i loro fratelli, i draghi. Incontrano lo stesso Kitsune che ha guidato Hellboy e sono incaricati di fermare i draghi. Uno dei draghi li attacca ma Liz riesce a trattenerlo usando le sue abilità pirocinetiche.
Il professor Sakai, nel frattempo, è andato al santuario dove il Signore ha ucciso sua figlia, seguito da Kate e Russell che sono appena sopravvissuti all'attacco di diversi oggetti del folklore giapponese. Allo stesso tempo, Hellboy viene ingannato nel distruggere la spada dal gigante Oni (che svanisce prima che possa essere colpito il colpo finale) che libera il Tuono e il Fulmine, libera il Professor Sakai e manda Hellboy al santuario. Alla fine, il nostro eroe riesce a intrappolare entrambi gli spiriti nella stessa spada dopo averli affrontati un duro scontro. Di conseguenza, i draghi sono sigillati nel mondo sotterraneo. I fantasmi della figlia e del Signore possiedono Kate e Russell, per ripetere l'esecuzione della figlia. Hellboy libera per sbaglio il fantasma del guerriero samurai dalla sua forma di pietra e poi convince il Signore a perdonare sua figlia e il guerriero, rompendo così il ciclo delle loro morti senza fine. Gli spiriti partono felici, molto grati a Hellboy e i suoi compagni per averli aiutati.

## Personaggi e doppiatori
| Personaggio   | Doppiatore originale | Doppiatore italiano |
| ------------- | -------------------- | ------------------- |
| Hellboy       | Ron Perlman          | Roberto Draghetti   |
| Liz Sherman   | Selma Blair          | Monica Bertolotti   |
| Abe Sapien    | Doug Jones           |                     |
| Kate Corrigan | Peri Gilpin          |                     |